# Кеол
Кеол (др.-англ. Ceol, t͡ʃe͜oːl), Кеола (др.-англ. Ceola) или Кеолрик (др.-англ. Ceolric; умер в 597) — король гевиссов (Уэссекса) в конце VI века. «Англосаксонская хроника» сообщает, что он пришёл к власти в 591 году и правил 5 или 6 лет, однако Дэвид Дамвилл, занимавшийся реконструкцией оригинала «Генеалогического списка королей западных саксов», полагает, что правление Кеола следует отнести к 588—594 годам.
Кеол, вероятно, был сыном Куты (Кутвульфа), брата короля Кевлина. Обстоятельства его прихода к власти неясны. Современные исследователи полагают, что он вместе со своим братом Кеолвульфом сыграл ключевую роль в свержении дяди, короля Кевлина, который в 591 году был разбит в кровопролитной битве у Кургана Водена, а в 592 году был изгнан из Уэссекса. О последующей биографии Кеола ничего неизвестно, в 597 году (по Д. Дамвиллу — в 594 году) его сменил брат Кеолвульф. Возможно, что сыном Кеола был Кинегильс — первый христианский король Уэссекса.

## Происхождение и имя
Генеалогические связи между ранними королями гевиссов (западных саксов) не вполне ясны. «Англосаксонская хроника» о происхождении короля Кеолрика (Кеолы) в сообщении о восхождении его на престол не сообщает. Иоанн Вустерский называет Кеола «сыном Кутвульфа, брата короля Кевлина», а Уильям Мальмсберийский — сыном Куты. Англосаксонская хроника в статье о восхождении на престол Кеолвульфа, преемника Кеола, называет его сыном Куты, внуком Кинрика и правнуком Кердика — первого короля Уэссекса. Кроме того, в приписке к статье о том, что в 611 году королём стал Кинегильс, называет его сыном Кеолы, внуком Куты и правнуком Кинрика. Поскольку в «Генеалогическом списке королей западных саксов» Кинегильс называется «сыном брата Кеолвульфа», а сам Кеолвульф — братом Кеола, исследователи полагают, что «Кеол» и «Кеола» — это один и тот же человек. Его отцом, согласно приведённым генеалогиям, был Кута, сын короля Кинрика, который упоминается в «Англосаксонской хронике» под 571 годом — брат короля Уэссекса Кевлина. Поскольку король Кевлин также называется сыном Кинрика, Кута был его братом, а Кеол — племянником.
Британский медиевист Дэвид Дамвилл, занимавшийся реконструкцией оригинала «Генеалогического списка королей западных саксов», высказывает сомнение в том, что кто-то мог носить односоставное имя Кеол, которое означает «корабль». Исходя из формы имени «Кеола» (др.-англ. Ceola), он предположил, что у короля было двусоставное имя. Другой британский историк, профессор Барбара Йорк, согласилась с выводами Дамвилла, предположив, что король носил имя, которое в одном из вариантов «Англосаксонской хроники» передано как «Кеолрик» (др.-англ. Ceolric), превратившись в «Кеол», возможно, из-за ошибки переписчика. При этом имя «Кеолвульф» также может сокращаться до варианта «Кеола», что, возможно, стало причиной путаницы между двумя братьями.
Дэвид Дамвилл высказал также предположение, что имя «Кеол» могло появиться в списке из-за ошибки, поскольку расплывчатые формулировки о степени родства королей Кеолвульфа и Кинегильса, по его мнению, свидетельствуют, что в момент его составления степень их родства была не совсем ясна. При этом исследователь отмечает, что обстоятельства его восхождения на престол были явно достаточно хорошо известны, поэтому нет оснований считать Кеола выдуманной фигурой.

## Биография
О восхождении Кеола на престол «Англосаксонская хроника» сообщает под 591 годом. В списках A и E добавлено, что он правил 6 лет, в списках B и C — 5 лет. Больше упоминаний о нём нет, «Англосаксонская хроника» в 597 году сообщает, что королём Уэссекса стал Кеолвульф. При этом хроника указывает, что в 592 году произошло кровопролитное сражение у Кургана Водена (др.-англ. Woddesbeorg), после чего был изгнан король Кевлин, умерший в следующем году. Современные исследователи полагают, что именно Кеол сыграл ключевую роль в свержении дяди. Барбара Йорк считает, что именно из-за неопределённости даты начала его правления (591 или 592 год) в различных списках «Англосаксонской хроники» указывается разная продолжительность его правления (5 и 6 лет).
Дэвид Дамвилл на основании анализа «Генеалогического списка королей западных саксов» относит правление Кеола к 588—594 годам.
Другой британский исследователь англо-саксонской истории Дэвид Питер Кирби полагает, что в VI веке не существовало единого королевства западных саксов, а их поселения в Уилтшире, Гэмпшире и верховьях Темзы были политически независимы. И если король Кевлин был связан с западными саксами, жившими в верховьях Темзы, Кеол и Кеолвульф скорее были связаны с Уилтширом. Свержение Кевлина привело к политической раздробленности, а титул бретвальды в итоге перешёл к королю Кента Этельберту I.

## Потомство
По западносаксонской традиции, закреплённой в «Генеалогическом списке королей западных саксов» и «Англосаксонской хронике», либо Кеол, либо Кеолвульф стали родоначальниками ветви Уэссекского дома, управлявшей королевством до 673 года, когда власть перешла к потомкам Кевлина. Однако Дэвид Кирби высказал сомнение в достоверности подобных генеалогий, которые противоречат друг другу. Так, согласно генеалогии, приведённой в «Англосаксонской хронике», сыном Кеола был Кинегильс (умер в 642), король Уэссекса с 611 года — первый правитель королевства, принявший христианство. Однако, приводя генеалогию короля Кентвина, хроника в статье за 676 год указывает, что Кинегильс был сыном Кеолвульфа. Ещё один вариант генеалогии указан в «Генеалогическом списке королей западных саксов», где Кинегильс показан братом Кеолвальда — деда короля Ине, генеалогия которого приводится в статье «Англосаксонской хроники» за 855 год, где перечисляются предки короля Этельвульфа. Хотя прямо не утверждается, что этот Кинегильс, который был сыном или внуком Кутвина, сына короля Кевлина, и был тем самым первым христианским королём Уэссекса, однако, как указывает Дэвид Кирби, складывается ощущение, что короли Уэссекса IX века, которые выводили свою генеалогию от Ингильда, брата Ине, считали именно так.
Кирби, анализируя варианты происхождения Кинегильса, предположил, что в этот период существовало несколько уэссекских принцев, носивших это имя, и указал, что, вероятно, западносаксонская традиция не была уверена в том, какой именно был первым христианским королём Уэссекса. В результате каждая семья, имевшая среди предков или близких родственников предков человека по имени Кинегильс, стремилась представить именно его в качестве того самого короля.